# Clarke's Beach
Clarke's Beach is een plaats en gemeente (town) in de Canadese provincie Newfoundland en Labrador, in het zuidoosten van het eiland Newfoundland.

## Geschiedenis
In 1965 werd het dorp Clarke's Beach erkend als een gemeente.

## Geografie
Clarke's Beach ligt aan de oevers van de Bay de Grave, een zijbaai van de Conception Bay. De plaats ligt meer bepaald in het zuidoosten van het schiereiland Bay de Verde, dat zelf deel uitmaakt van het grotere schiereiland Avalon. De gemeente grenst in het oosten aan South River, in het noorden aan Port de Grave, in het noordwesten aan North River en in het westen en zuiden aan gemeentevrij gebied.
De gemeente bestaat uit het dorp Clarke's Beach en het gehucht Otterbury.

## Demografie
Het noordoosten van Avalon is een van de enige gebieden op Newfoundland waar er zich sinds de jaren 1990 geen demografische terugval voordoet. De bevolkingsomvang van Clarke's Beach steeg tussen 1991 en 2016 van 1.192 naar 1.558. Dat komt neer op een stijging van 31% in 25 jaar tijd.
In de periode 2016–2021 kende de gemeente echter een aanzienlijke bevolkingsdaling.
| Demografische ontwikkeling van Clarke's Beach tussen 1951 en 2021 |
| ----------------------------------------------------------------- |
|                                                                   |
| Bron: 1951–1986, 1991–1996, 2001–2006, 2011–2016, 2021            |

### Taal
In 2021 hadden vrijwel alle inwoners van Clarke's Beach het Engels als moedertaal en waren alle anderen die taal machtig. Hoewel niemand het Frans als moedertaal had, waren er 50 mensen die die andere Canadese landstaal konden spreken (3,6%). De meest gekende taal naast het Engels of het Frans was het Portugees, met zo'n tien mensen die die taal anno 2021 machtig waren.